# Tsu (rapper)
Tsu, pseudonimo di Giorgio Laperchia (Cagliari, 6 aprile 1973), è un rapper italiano, di origine sarda ma trasferitosi a Torino.
È uno degli artisti prodotti dall'etichetta La Suite Records del capoluogo piemontese.

## Biografia
Dopo una fase di puro ascolto di dischi, Tsu entra nel mondo dell'hip hop nel 1997 grazie alla conoscenza di Rula degli ATPC, quest'ultimo lo arruola per l'etichetta La Suite, dove il ragazzo si forma ulteriormente e coltiva le passioni del DJing e soprattutto dell'MCing.
Le prime esperienze "registrate" sono tenute a battesimo dalle produzioni degli ATPC, come le due compilation 50 MCs e la traccia A.T.P.C. dell'album Anima E Corpo del duo torinese, pubblicato nel 1998. Tsu prosegue il suo percorso artistico partecipando a La Suite Foundation EP, e con due tracce dall'album degli ATPC del 2000 Nel bene e nel male: Chi c'è sul palco e Teste vere, oltre a questo, partecipa anche all'album dei Fratelli di Genova, e nel lavoro dei Funk Famiglia sulla traccia Detto Fatto.
Nel 2004 Tsu continua il suo lavoro fatto di collaborazioni: è presente nel nuovo disco degli ATPC Idem sulla traccia Pro,  e nella compilation di Radio Italia Network Street Flava 2nd avenue, per diverso tempo in cima alle classifiche di vendita italiane. Il pezzo in questione si intitola Il Circo assieme a Funk Famiglia.
Il suo album d'esordio, Rime e ragioni (pubblicato nel 2001) viene ristampato nel 2004 da La Suite, e contiene featuring di qualità quali Mistaman, Stokka & MadBuddy, Principe, Rula e Frank Siciliano, mentre alle produzioni si alternano Hakeem, Rula e Dj Shocca.
Dopo la ripubblicazione dell'album solista, Tsu è tornato a dedicarsi ai featuring: nel 2005 ha partecipato ad Credo di Principe, ed a Re-Idem degli ATPC.

## Discografia

### Album
- 2000 - La Suite Foundation l'EP
- 2001 - Rime e ragioni (ristampato nel 2004)
- 2009 - Il Risveglio

### Collaborazioni
- 1997: Tsu - Mixtape "Tsu Kinda Ladies"
- 1997: 50 Emcee's vol 1
- 1997: Tsu ft. ATPC - Quello che ho scelto (prodotta da DJ Shocca)
- 1998: ATPC ft. Tsu - A.T.P.C. (da Anima e corpo)
- 1999: Tsu - Mixtape "Money Talks"
- 1999: 50 Emcee's vol 2
- 2000: ATPC ft. Tsu, Principe - Chi C'è Sul Palco  (da Nel bene e nel male)
- 2000: ATPC ft. Tsu, Principe - Teste Vere (da Nel Bene E Nel Male)
- 2000: Funk Famiglia ft. Tsu, Principe - Detto Fatto (da Riconoscilo Dal Suono)
- 2004: ATPC ft. Tsu, Principe, Funk Famiglia, Duplici - Pro (da Idem)
- 2005: ATPC ft. Tsu, Principe, Funk Famiglia, Duplici - Pro remix (da Re-Idem)
- 2005: Principe ft. A.T.P.C., Duplici, Funk Famiglia, Tsu - Oh No! (da Credo)
- 2006: Duplici ft. Principe, Tsu - CTRL+ALT+CANC (da Schiena Contro Schiena)